# Бернстайн, Уильям
Уильям Бернстайн (англ. William J. Bernstein; родился в 1948 году) — американский финансовый теоретик и невролог. Его работы посвящены современной портфельной теории, было опубликовано несколько книг для индивидуальных инвесторов, управляющих своими портфелями. Проживает в Портленде, штат Орегон.
Наибольшую известность получили его книги «Рождение изобилия» и «Великолепный обмен».

## Биография
Бернстайн — сторонник распределения активов или индексного инвестирования и считает, что во всех стратегиях выбора активов наибольшее внимание следует уделять выбору между классами активов, а не выбору конкретных акций или облигаций, либо же выбору времени совершения сделки. Этому подходу посвящена первая книга Бернстайна — «Разумное распределение активов»; вторая книга «Четыре столпа инвестирования» предназначена для читателей, которым сложно воспринимать статистические выкладки. В этой книге также приводятся данные по прибыльности различных классов активов в долгосрочной исторической перспективе.
Бернстайн — сторонник современной портфельной теории, отвергающей точку зрения, предполагающую, что опытные управляющие фондами могут успешно выбирать активы, превосходящие рынок в целом, за счёт выбора времени совершения сделок, инерциального (импульсного) инвестирования, либо за счёт выбора недооценённых активов. Он утверждает, что согласно данным исследований, доходность в большей степени зависит не от выбора конкретных активов, а от выбора их распределения в портфеле.
В 1996 году Бернстайн представил «Портфель труса», популярный вариант «ленивого» портфеля. Он объяснил, что «рациональный трус мог бы разделить свои активы в равных долях между S&P, EAFE, акциями американских компаний малой капитализации и акциями иностранных компаний малой капитализации». В современной версии этого портфеля присутствуют 40 % краткосрочных государственных облигаций и 15 % международных активов, равномерно распределённых между фондами на европейские страны, страны азиатско-тихоокеанского региона и развивающиеся страны.
В третьей книге Бернстайна «Рождение изобилия» описывается история изменения уровня жизни в мире; выделяются четыре условия, выполнение которых необходимо для его повышения. Четвёртая книга, «Великолепный обмен», опубликованная на английском языке в 2008 году издательством Grove Atlantic, посвящена истории торговли. В 2009 году вышла в свет пятая книга — «Манифест инвестора», описывающая теорию распределения активов более популярным языком.
В 2014 году была опубликована шестая книга «Рациональные ожидания». Она дополняет идеи, представленные в предыдущих книгах, учитывает опыт финансового кризиса 2007-08 годов, результаты новых исследований в области инвестиций, в том числе исследований Элроя Димсона, Пола Марша и Майкла Стонтона, авторов книги «Триумф оптимистов».
Бернстайн — врач, обладатель степени PhD по химии, ранее был практикующим неврологом.

### Комментарии
1. ↑  В оригинале два автора: Edleson Michael E., Bernstein William J